# Dãy Lucas
Trong toán học, dãy Lucas {\displaystyle U_{n}(P,Q)} và {\displaystyle V_{n}(P,Q)} là các dãy số nguyên đệ quy không đổi thỏa mãn hệ thức truy hồi
{\displaystyle x_{n}=P\cdot x_{n-1}-Q\cdot x_{n-2}}
với {\displaystyle P} và {\displaystyle Q} là các số nguyên cho trước. Bất kỳ dãy số nào thỏa mãn hệ thức truy hồi này có thể được biểu diễn dưới dạng tổ hợp tuyến tính các dãy Lucas {\displaystyle U_{n}(P,Q)} và {\displaystyle V_{n}(P,Q)} .
Nói chung, dãy Lucas {\displaystyle U_{n}(P,Q)} và {\displaystyle V_{n}(P,Q)} biểu diễn dãy đa thức hệ số nguyên với biến {\displaystyle P} và {\displaystyle Q}.
Các ví dụ nổi tiếng về dãy Lucas gồm dãy Fibonacci, số nguyên tố Mersenne, số Pell, số Lucas, số Jacobsthal và tập siêu số Fermat. Các dãy Lucas được đặt theo tên nhà toán học Pháp Édouard Lucas.

## Hệ thức truy hồi
Cho hai tham số nguyên P và Q, dãy Lucas thứ nhất Un(P,Q) và thứ hai Vn(P,Q) được xác định bằng hệ thức truy hồi :
{\displaystyle {\begin{aligned}U_{0}(P,Q)&=0,\\U_{1}(P,Q)&=1,\\U_{n}(P,Q)&=P\cdot U_{n-1}(P,Q)-Q\cdot U_{n-2}(P,Q){\mbox{ for }}n>1,\end{aligned}}}
và
{\displaystyle {\begin{aligned}V_{0}(P,Q)&=2,\\V_{1}(P,Q)&=P,\\V_{n}(P,Q)&=P\cdot V_{n-1}(P,Q)-Q\cdot V_{n-2}(P,Q){\mbox{ for }}n>1.\end{aligned}}}
Dễ thấy với {\displaystyle n>0} thì
{\displaystyle {\begin{aligned}U_{n}(P,Q)&={\frac {P\cdot U_{n-1}(P,Q)+V_{n-1}(P,Q)}{2}},\\V_{n}(P,Q)&={\frac {(P^{2}-4Q)\cdot U_{n-1}(P,Q)+P\cdot V_{n-1}(P,Q)}{2}}.\end{aligned}}}
Hệ thức trên có thể biểu diễn dưới dạng ma trận như sau:
{\displaystyle {\begin{bmatrix}U_{n}(P,Q)\\U_{n+1}(P,Q)\end{bmatrix}}={\begin{bmatrix}0&1\\-Q&P\end{bmatrix}}\cdot {\begin{bmatrix}U_{n-1}(P,Q)\\U_{n}(P,Q)\end{bmatrix}},}
{\displaystyle {\begin{bmatrix}V_{n}(P,Q)\\V_{n+1}(P,Q)\end{bmatrix}}={\begin{bmatrix}0&1\\-Q&P\end{bmatrix}}\cdot {\begin{bmatrix}V_{n-1}(P,Q)\\V_{n}(P,Q)\end{bmatrix}},}
{\displaystyle {\begin{bmatrix}U_{n}(P,Q)\\V_{n}(P,Q)\end{bmatrix}}={\begin{bmatrix}P/2&1/2\\(P^{2}-4Q)/2&P/2\end{bmatrix}}\cdot {\begin{bmatrix}U_{n-1}(P,Q)\\V_{n-1}(P,Q)\end{bmatrix}}.}

## Ví dụ
Các phần tử ban đầu của dãy Lucas Un(P,Q) và Vn(P,Q) được cho trong bảng:
{\displaystyle {\begin{array}{r|l|l}n&U_{n}(P,Q)&V_{n}(P,Q)\\\hline 0&0&2\\1&1&P\\2&P&{P}^{2}-2Q\\3&{P}^{2}-Q&{P}^{3}-3PQ\\4&{P}^{3}-2PQ&{P}^{4}-4{P}^{2}Q+2{Q}^{2}\\5&{P}^{4}-3{P}^{2}Q+{Q}^{2}&{P}^{5}-5{P}^{3}Q+5P{Q}^{2}\\6&{P}^{5}-4{P}^{3}Q+3P{Q}^{2}&{P}^{6}-6{P}^{4}Q+9{P}^{2}{Q}^{2}-2{Q}^{3}\end{array}}}

## Biểu thức tường minh
Phương trình đặc trưng của hệ thức truy hồi cho dãy Lucas {\displaystyle U_{n}(P,Q)} và {\displaystyle V_{n}(P,Q)} là:
{\displaystyle x^{2}-Px+Q=0\,}
Biệt thức delta {\displaystyle D=P^{2}-4Q} với:
{\displaystyle a={\frac {P+{\sqrt {D}}}{2}}\quad {\text{và}}\quad b={\frac {P-{\sqrt {D}}}{2}}.\,}
thì:
{\displaystyle a+b=P\,,}
{\displaystyle ab={\frac {1}{4}}(P^{2}-D)=Q\,,}
{\displaystyle a-b={\sqrt {D}}\,.}
Lưu ý rằng dãy {\displaystyle a^{n}} và dãy {\displaystyle b^{n}} cũng thỏa mãn hệ thức truy hồi nhưng không phải dãy số nguyên.

### Nghiệm phân biệt
Khi {\displaystyle D\neq 0}, a và b khác nhau thì có thể xác định:
Theo đó, dãy Lucas có thể được biểu diễn qua a và b như sau
{\displaystyle U_{n}={\frac {a^{n}-b^{n}}{a-b}}={\frac {a^{n}-b^{n}}{\sqrt {D}}}}
{\displaystyle V_{n}=a^{n}+b^{n}\,}

### Nghiệm trùng nhau
Trường hợp {\displaystyle D=0} khi và chỉ khi {\displaystyle P=2S{\text{ và }}Q=S^{2}} với {\displaystyle a=b=S} là số nguyên. Khi đó
{\displaystyle U_{n}(P,Q)=U_{n}(2S,S^{2})=nS^{n-1}\,}
{\displaystyle V_{n}(P,Q)=V_{n}(2S,S^{2})=2S^{n}\,} .

## Tính chất

### Hàm sinh
Hàm sinh thông thường là
{\displaystyle \sum _{n\geq 0}U_{n}(P,Q)z^{n}={\frac {z}{1-Pz+Qz^{2}}};}
{\displaystyle \sum _{n\geq 0}V_{n}(P,Q)z^{n}={\frac {2-Pz}{1-Pz+Qz^{2}}}.}

### Phương trình Pell
Khi {\displaystyle Q=\pm 1}, các dãy Lucas {\displaystyle U_{n}(P,Q)} và {\displaystyle V_{n}(P,Q)} sẽ thỏa mãn phương trình Pell:
{\displaystyle V_{n}(P,1)^{2}-D\cdot U_{n}(P,1)^{2}=4,}
{\displaystyle V_{2n}(P,-1)^{2}-D\cdot U_{2n}(P,-1)^{2}=4,}
{\displaystyle V_{2n+1}(P,-1)^{2}-D\cdot U_{2n+1}(P,-1)^{2}=-4.}

### Quan hệ các dãy với tham số khác nhau
- Với c là số bất kỳ, các dãy {\displaystyle U_{n}(P',Q')} và {\displaystyle V_{n}(P',Q')} với

{\displaystyle P'=P+2c}
{\displaystyle Q'=cP+Q+c^{2}}
có biệt thức như {\displaystyle U_{n}(P,Q)} và {\displaystyle V_{n}(P,Q)} :
{\displaystyle P'^{2}-4Q'=(P+2c)^{2}-4(cP+Q+c^{2})=P^{2}-4Q=D.}
- Với c bất kỳ cũng có

{\displaystyle U_{n}(cP,c^{2}Q)=c^{n-1}\cdot U_{n}(P,Q),}
{\displaystyle V_{n}(cP,c^{2}Q)=c^{n}\cdot V_{n}(P,Q).}

### Quan hệ khác
Các phần tử của dãy Lucas thỏa mãn quan hệ tổng quát giữa dãy Fibonacci {\displaystyle F_{n}=U_{n}(1,-1)} và số Lucas {\displaystyle L_{n}=V_{n}(1,-1)}. Ví dụ:
{\displaystyle {\begin{array}{r|l}{\text{Trường hợp chung}}&(P,Q)=(1,-1)\\\hline (P^{2}-4Q)U_{n}={V_{n+1}-QV_{n-1}}=2V_{n+1}-PV_{n}&5F_{n}={L_{n+1}+L_{n-1}}=2L_{n+1}-L_{n}\\V_{n}=U_{n+1}-QU_{n-1}=2U_{n+1}-PU_{n}&L_{n}=F_{n+1}+F_{n-1}=2F_{n+1}-F_{n}\\U_{2n}=U_{n}V_{n}&F_{2n}=F_{n}L_{n}\\V_{2n}=V_{n}^{2}-2Q^{n}&L_{2n}=L_{n}^{2}-2(-1)^{n}\\U_{m+n}=U_{n}U_{m+1}-QU_{m}U_{n-1}={\frac {U_{m}V_{n}+U_{n}V_{m}}{2}}&F_{m+n}=F_{n}F_{m+1}+F_{m}F_{n-1}={\frac {F_{m}L_{n}+F_{n}L_{m}}{2}}\\V_{m+n}=V_{m}V_{n}-Q^{n}V_{m-n}=DU_{m}U_{n}+Q^{n}V_{m-n}&L_{m+n}=L_{m}L_{n}-(-1)^{n}L_{m-n}=5F_{m}F_{n}+(-1)^{n}L_{m-n}\\V_{n}^{2}-DU_{n}^{2}=4Q^{n}&L_{n}^{2}-5F_{n}^{2}=4(-1)^{n}\\U_{n}^{2}-U_{n-1}U_{n+1}=Q^{n-1}&F_{n}^{2}-F_{n-1}F_{n+1}=(-1)^{n-1}\\V_{n}^{2}-V_{n-1}V_{n+1}=DQ^{n-1}&L_{n}^{2}-L_{n-1}L_{n+1}=5(-1)^{n-1}\\DU_{n}=V_{n+1}-QV_{n-1}&F_{n}={\frac {L_{n+1}+L_{n-1}}{5}}\\V_{m+n}={\frac {V_{m}V_{n}+DU_{m}U_{n}}{2}}&L_{m+n}={\frac {L_{m}L_{n}+5F_{m}F_{n}}{2}}\\U_{m+n}=U_{m}V_{n}-Q^{n}U_{m-n}&F_{n+m}=F_{m}L_{n}-(-1)^{n}F_{m-n}\\2^{n-1}U_{n}={n \choose 1}P^{n-1}+{n \choose 3}P^{n-3}D+\cdots &2^{n-1}F_{n}={n \choose 1}+5{n \choose 3}+\cdots \\2^{n-1}V_{n}=P^{n}+{n \choose 2}P^{n-2}D+{n \choose 4}P^{n-4}D^{2}+\cdots &2^{n-1}L_{n}=1+5{n \choose 2}+5^{2}{n \choose 4}+\cdots \end{array}}}

### Tính chia hết
{\displaystyle U_{km}(P,Q)} là bội số của {\displaystyle U_{m}(P,Q)}, như vậy{\displaystyle (U_{m}(P,Q))_{m\geq 1}} là dãy chia hết. Cụ thể {\displaystyle U_{n}(P,Q)} chỉ có thể là số nguyên tố khi n là số nguyên tố. Hệ quả khác là thuật toán bình phương và nhân để tính nhanh {\displaystyle U_{n}(P,Q)} khi n có giá trị lớn. Hơn nữa, nếu {\displaystyle \gcd(P,Q)=1} thì {\displaystyle (U_{m}(P,Q))_{m\geq 1}} là dãy số chia hết mạnh.
Các tính chia hết khác:
- Nếu n / m lẻ thì {\displaystyle V_{m}} chia hết cho {\displaystyle V_{n}} .
- Gọi N là một số nguyên tố nhỏ hơn 2Q. Nếu tồn tại số nguyên dương r nhỏ nhất để N chia hết cho {\displaystyle U_{r}}, thì đó tập hợp n thỏa mãn N chia hết cho {\displaystyle U_{n}} chính là tập hợp các bội số của r.
- Nếu P và Q chẵn thì {\displaystyle U_{n},V_{n}} luôn chẵn, ngoại trừ {\displaystyle U_{1}}
- Nếu P chẵn và Q lẻ thì {\displaystyle U_{n}} cùng tính chẵn lẻ với n và {\displaystyle V_{n}} luôn chẵn.
- Nếu P lẻ và Q chẵn thì {\displaystyle U_{n},V_{n}} luôn lẻ với {\displaystyle n=1,2,\ldots } .
- Nếu P và Q đều lẻ thì {\displaystyle U_{n},V_{n}} chẵn khi và chỉ khi n là bội của 3.
- Nếu p là một số nguyên tố lẻ thì {\displaystyle U_{p}\equiv \left({\tfrac {D}{p}}\right),V_{p}\equiv P{\pmod {p}}} (xem ký hiệu Legendre ).
- Nếu p là số nguyên tố lẻ và chia P và Q thì p chia hết {\displaystyle U_{n}} Cho mọi {\displaystyle n>1} .
- Nếu p là số nguyên tố lẻ và chia P mà không chia cho Q thì p chia {\displaystyle U_{n}} nếu và chỉ khi n chẵn.
- Nếu p là một số nguyên tố lẻ và không chia P mà chia cho Q thì p không bao giờ chia {\displaystyle U_{n}} vì {\displaystyle n=1,2,\ldots } .
- Nếu p là số nguyên tố lẻ và không chia PQ mà chia D, thì p chia {\displaystyle U_{n}} nếu và chỉ khi p chia cho n .
- Nếu p là số nguyên tố lẻ và không chia PQD thì p chia hết {\displaystyle U_{l}}, với {\displaystyle l=p-\left({\tfrac {D}{p}}\right)} .

Mệnh đề cuối cùng khái quát Định lý nhỏ Fermat. Những tính chất này được dùng trong Kiểm tra tính nguyên tố Lucas-Lehmer. Mệnh đề đảo của mệnh đề cuối không đúng, vì đình lý đảo của định lý nhỏ Fermat cũng không đúng. Tồn tại hợp số n nguyên tố cùng nhau với D và chia hết {\displaystyle U_{l}}, với {\displaystyle l=n-\left({\tfrac {D}{n}}\right)}. Hợp số này được gọi là số giả nguyên tố Lucas.
Thừa số nguyên tố của một phần tử trong dãy Lucas mà không chia hết bất kỳ phần tử nào trước đó trong dãy được gọi là primitive. Định lý Carmichael phát biểu rằng tất cả ngoại trừ rất nhiều số hạng trong dãy Lucas đều có thừa số nguyên tố. Thật vậy, Carmichael (1913) đã chỉ ra rằng nếu D dương và n khác 1, 2 hoặc 6 thì {\displaystyle U_{n}} có một thừa số nguyên tố primitive. Trong trường hợp D âm, Bilu, Hanrot, Voutier và Mignotte cho kết quả rằng nếu n > 30, thì {\displaystyle U_{n}} có một thừa số nguyên tố primitive và xác định tất cả các trường hợp {\displaystyle U_{n}} không có thừa số nguyên tố primitive.

## Một số trường hợp cụ thể
Dãy Lucas cho một số giá trị cụ thể của P và Q:
Un(1,−1) : Dãy Fibonacci
Vn(1,−1) : Số Lucas
Un(2,−1) : Số Pell
Vn(2,−1) : Số Pell–Lucas
Un(1,−2) : Số Jacobsthal
Vn(1,−2) : Số Jacobsthal–Lucas
Un(3, 2) : Số nguyên tố Mersenne 2n − 1
Vn(3, 2) : Những số có dạng 2n + 1 bao gồm cả số Fermat
Un(6, 1) : Căn bậc hai của số chính phương tam giác.
Un(x,−1) : Đa thức Fibonacci
Vn(x,−1) : Đa thức Lucas
Un(2x, 1) : Đa thức Chebyshev loại hai
Vn(2x, 1) : Đa thức Chebyshev loại một nhân 2
Un(x+1, x) : Chữ số lặp lại hệ cơ số x
Vn(x+1, x) : xn + 1
Một số dãy Lucas được ghi nhận trong Bảng tra cứu dãy số nguyên trực tuyến:
| {\displaystyle P\,} | {\displaystyle Q\,} | {\displaystyle U_{n}(P,Q)\,} | {\displaystyle V_{n}(P,Q)\,} |
| ------------------- | ------------------- | ---------------------------- | ---------------------------- |
| −1                  | 3                   | A214733                      |                              |
| 1                   | −1                  | A000045                      | A000032                      |
| 1                   | 1                   | A128834                      | A087204                      |
| 1                   | 2                   | A107920                      | A002249                      |
| 2                   | −1                  | A000129                      | A002203                      |
| 2                   | 1                   | A001477                      |                              |
| 2                   | 2                   | A009545                      | A007395                      |
| 2                   | 3                   | A088137                      |                              |
| 2                   | 4                   | A088138                      |                              |
| 2                   | 5                   | A045873                      |                              |
| 3                   | −5                  | A015523                      | A072263                      |
| 3                   | −4                  | A015521                      | A201455                      |
| 3                   | −3                  | A030195                      | A172012                      |
| 3                   | −2                  | A007482                      | A206776                      |
| 3                   | −1                  | A006190                      | A006497                      |
| 3                   | 1                   | A001906                      | A005248                      |
| 3                   | 2                   | A000225                      | A000051                      |
| 3                   | 5                   | A190959                      |                              |
| 4                   | −3                  | A015530                      | A080042                      |
| 4                   | −2                  | A090017                      |                              |
| 4                   | −1                  | A001076                      | A014448                      |
| 4                   | 1                   | A001353                      | A003500                      |
| 4                   | 2                   | A007070                      | A056236                      |
| 4                   | 3                   | A003462                      | A034472                      |
| 4                   | 4                   | A001787                      |                              |
| 5                   | −3                  | A015536                      |                              |
| 5                   | −2                  | A015535                      |                              |
| 5                   | −1                  | A052918                      | A087130                      |
| 5                   | 1                   | A004254                      | A003501                      |
| 5                   | 4                   | A002450                      | A052539                      |
| 6                   | 1                   | A001109                      | A003499                      |

## Ứng dụng
- Dãy Lucas được sử dụng trong kiểm tra xác suất giả nguyên tố Lucas nằm trong Kiểm tra tính nguyên tố Baillie-PSW thường dùng.
- Dãy Lucas được dùng trong một số phương pháp chứng minh tính nguyên tố, bao gồm Kiểm tra Lucas-Lehmer-Riesel và các phương pháp khác trong Brillhart-Lehmer-Selfridge 1975[4]
- LUC là hệ thống mật mã khóa công khai dựa trên dãy Lucas[5] thực hiện hệ analog ElGamal (LUCELG), Diffie – Hellman (LUCDIF) và RSA (LUCRSA). Việc mã hóa thông điệp trong LUC được tính như một phần tử của dãy Lucas nhất định, thay vì lũy thừa mô-đun như trong RSA hoặc Diffie – Hellman. Tuy nhiên, bài viết của Bleichenbacher và cộng sự[6] cho thấy nhiều lợi thế bảo mật của LUC là không chính xác hoặc không đáng kể khi so sánh với các hệ thống dựa trên lũy thừa mô đun.